# Luo I-nung
Luo I-nung (čínsky pchin-jinem Luó Yìnóng, znaky zjednodušené 罗亦农, tradiční 羅亦農; 18. května 1902 – 21. dubna 1928) byl čínský komunistický odborář a revolucionář, ve 20. letech jeden z předních představitelů Komunistické strany Číny, od roku 1927 člen jejího ústředního výboru a politbyra. Byl zastřelen kuomintangskými úřady.

## Život

### Mládí, studium
Luo I-nung se narodil roku 1902 v okresu Siang-tchan v provincii –Chu-nan v rodině zámožného obchodníka a statkáře. V sedmnácti letech odešel od rodiny do Šanghaje, účastnil se hnutí 4. května.
V roce 1920 vstoupil do Socialistického svazu mládeže Číny, vzápětí po jeho založení. Koncem roku 1920 byl vybrán představiteli Kominterny ke studiu v Rusku, spolu s Liou Šao-čchim a Žen Pi-š’im odjel do Ruska, kde studoval na Komunistické univerzitě pracujících Východu. V roce 1921 vstoupil do Komunistické strany Číny, působil jako tajemník moskevské organizace KS Číny.
Po návratu do Číny v roce 1925 působil v provincii Kuang-tung v odborech a jako stranických organizátor, krátce vedl stranické vzdělávací kursy v Pekingu, od začátku roku 1926 jako tajemník výboru KS Číny pro Ťiang-su a Če-ťiang vedl stranu v těchto dvou provinciích. V letech 1926–1927 vedl spolu s Čou En-lajem a Čao Š’-janem tři ozbrojená povstání šanghajských dělníků; po vítězství třetího povstání působil jako člen prozatímní městské vlády zvláštního města Šanghaje. Na V. sjezdu v dubnu–květnu 1927 byl zvolen členem ústředního výboru, poté působil jako tajemník ťiangsijského provinčního výboru KS Číny a od července 1927 tajemník chupejského provinčního výboru KS Číny, od srpna i tajemník jangc’ťiangského byra ÚV KS Číny. Od srpna 1927 byl členem prozatímního politbyra, od listopadu členem jeho stálého výboru a vedoucím organizačního oddělení ÚV KS Číny.
Dne 15. dubna 1928 byl zatčen policií šanghajské koncese a vydán kuomintangské policii. Byl zabit ve vazbě 21. dubna.